# Língua mopan
Mopan (ou Mopan Maya) é uma língua pertencente ao ramo Iucateque das línguas maias. É falado pelo povo Mopan que vive no Departamento de Petén da Guatemala e na região dos Montes Maias de Belize. Existem entre três e quatro mil falantes de Mopan na Guatemala e de seis a oito mil em Belize.
As outras línguas Yucatecan são Iucateque,  Lacandon, e  Itzá. O mopan começou a divergir das outras línguas da Península de Iucatã há pelo menos mil anos.

## Geografia
As cidades onde o mopan é falado com destaque incluem  San Luis, Poptún, Melchor de Mencos e  Dolores na Guatemala, bem como San Antonio no distrito de  Toledo (Belize).

### Ordem das palavras
A ordem das palavras em Mopan é Verbo-Objeto-Sujeito (VOS), embora Sujeito-Verbo-Objeto (SVO) seja também comum.

## Classificadores
Mopan tem dois classificadores de substantivos que são usados para indicar gênero. No entanto, o uso desses classificadores não é típico de gênero gramatical. Os dois classificadores são  ix  (feminino) e  aj  (masculino), por exemplo,  aj much , que significa "sapo (masculino)". O uso desses marcadores de gênero é atípico em vários aspectos:
- Não são usados para a maioria dos substantivos.
- O gênero é marcado apenas no substantivo e não requer concordância em nenhuma outra parte da frase.
- A marcação de gênero às vezes pode ser omitida.

Embora os marcadores de gênero normalmente correspondam ao gênero natural do referente ao denotar pessoas, esse nem sempre é o caso para referentes não humanos. Por exemplo, "papagaio" ( ix tʼutʼ ) é tipicamente feminino, independentemente do sexo do animal. 
Os numerais Mopan sempre incluem um numeral classificador do numeral que é adicionado como um sufixo. Esses classificadores indicam qualidades sobre o referente. Por exemplo, objetos redondos são indicados pelo sufixo  -kuul , enquanto objetos longos e finos são indicados pelo sufixo  -tzʼiit . Os classificadores numéricos mais comumente usados são -p, para objetos inanimados, e -tuul , para pessoas e animais. Ao todo, existem mais de 70 classificadores numéricos usados em Mopan Maya.

## Fonologia

### Consoantes
A seguir estão os sons consonantais usados pela língua Mopan Maya (aqui expressos em IPA):
|             |                | Labial | Coronal | Coronal | Palatal | Velar | Glotal |
| ----------- | -------------- | ------ | ------- | ------- | ------- | ----- | ------ |
| Nasal       | Nasal          | m      | n       | n       |         |       |        |
| Oclusiva    | surda /sonora  | p ɓ    | t ɗ     | t ɗ     |         | k g*  | ʔ      |
| Oclusiva    | Ejetiva        | pʼ     | tʼ      | tʼ      |         | kʼ    |        |
| Africada    | plana /ejetiva |        | ts tsʼ  | tʃ tʃʼ  |         |       |        |
| Fricativa   | Fricativa      | f*     | s       | ʃ       |         |       | h      |
| Aproximante | Aproximante    |        | l       | l       | j       | w     |        |
| Vibrante    | Vibrante       |        | ɾ       | ɾ       |         |       |        |

Além disso, algumas fontes listam [ŋ] ([velar nasal] como um som consonantal em Mopan Maya.
Os sons [g] e [f] são usados para palavras emprestadas do espanhol e não correspondem a sons nativos de Mopan Maya.

### Vogais
A seguir estão os sons de vogais da língua Mopan Maya:
|         | Anterior  | Central      | Posterior |
| ------- | --------- | ------------ | --------- |
| Fechada | i~ɪ iː~ɪː |              | u uː      |
| Medial  | ɛ~e ɛ~eː  | ɘ ɘː         | o oː      |
| Aberta  |           | a ~ ɑ; a ~ ɑ |           |

## Ortografia
Desde o período colonial, Mopan Maya foi escrito com o alfabeto latino.Historicamente, uma ampla variedade de ortografias tem sido usada para representar o idioma, embora recentemente, a ortografia foi padronizada pela Academia guatemalteca de línguas maias (ALMG). A tabela a seguir mostra algumas das ortografias que foram usadas para representar Mopan Maya:
| IPA   | Colonial | Kaufman | Dienhart | ALMG |
| ----- | -------- | ------- | -------- | ---- |
| a~ɑ   | a        | a       | a        | a    |
| ɘ     | a        | ä       | ʌ        | ä    |
| aː~ɑː | a, aa    | aa      | aa       | aa   |
| ɘː    |          |         |          | ää   |
| ɓ     | b        | bʼ      | b        | bʼ   |
| t͡ʃ    | ch       | ch      | č        | ch   |
| t͡ʃʼ   | cħ       | chʼ     | čʼ       | chʼ  |
| ɗ     |          | dʼ      | d        | dʼ   |
| ɛ~e   | e        | e       | e        | e    |
| ɛː~eː | e, ee    | ee      | ee       | ee   |
| f     |          |         |          | f    |
| g     |          |         |          | g    |
| i~ɪ   | i        | i       | i        | i    |
| iː~ɪː | i, ii    | ii      | ii       | ii   |
| h     | h, j     | j       | j        | j    |
| k     | c        | k       | c        | k    |
| kʼ    | k        | kʼ      | cʼ       | kʼ   |
| l     | l        | l       | l        | l    |
| m     | m        | m       | m        | m    |
| n     | n        | n       | n        | n    |
| o     | o        | o       | o        | o    |
| oː    | o, oo    | oo      | oo       | oo   |
| p     | p        | p       | p        | p    |
| pʼ    | pp, ꝑ    | pʼ      | pʼ       | pʼ   |
| ɾ     | r        | r       | r        | r    |
| s     | z, ç, s  | s       | s        | s    |
| t     | t        | t       | t        | t    |
| tʼ    | th, tħ   | tʼ      | tʼ       | tʼ   |
| t͡s    | tz       | tz      | ¢        | tz   |
| t͡sʼ   | ɔ, dz    | tzʼ     | ¢ʼ       | tzʼ  |
| u     | u, v     | u       | u        | u    |
| uː    | u, uu    | uu      | uu       | uu   |
| w     | u, v     | w       | w        | w    |
| ʃ     | x        | x       | š        | x    |
| j     | y        | y       | y        | y    |
| ʔ     |          | 7       | ʼ        | ʼ    |

## Amostra de texto
1.	Le'ec ti ma'ax to betabüc a yoc'olcaba, yan jun tuul. T'an u c'aba'. Le'ec a T'an abe'e, te'i que'en etel a Dioso. Le'ec a T'an abe'e, le'ec a Dioso.
2.	Le'ec ilic abe'e, te'i que'en etel Dios le'ec ti ma'ax to betabüc a yoc'olcaba.
3.	Le'ec a Dioso, u tz'aj ti'i ala'i ca' u bete' tulacal a c'u' a yana. Ma' yan c'u' ulaac' a wa ma' u betaja. U laj betaj.
4.	Etel ala'i yan a cuxtala. Le'ec a cuxtal abe'e, walac u ye'ic a jaj ti'ijoo' a cristianojo. Tan u sasilcuntic u tucul a maca.
5.	Le'ec a sasil abe'e, tan u ye'ic a jaj ti'ijoo' a cristianojo. Tan u sasilcuntic u wich a ac'ü'ü. Le'ec a ac'ü' abe'e, ma' tu paatal u tupic u wich a sasili, le'ec a jaj a chiclaji ti'i a maca.
Português
1.	1. No princípio era o Verbo, e o Verbo estava com Deus, e o Verbo era Deus.
2.	2. O mesmo foi no princípio com Deus.
3.	3. Todas as coisas foram feitas por ele; e sem ele nada do que foi feito se fez.
4.	4. Nele estava a vida; e a vida era a luz dos homens.
5.	5. E a luz resplandece nas trevas; e as trevas não a compreendia. 